# The Herbie Hancock Quartet Live
The Herbie Hancock Quartet Live est un album d'Herbie Hancock sorti en 1992.